# Omar Rebahi
Omar Rebahi –en árabe, عمر رباحي– (nacido el 2 de septiembre de 1978) es un deportista argelino que compitió en judo. Ganó dos medallas en los Juegos Panafricanos en los años 1999 y 2007, y nueve medallas en el Campeonato Africano de Judo entre los años 1997 y 2008.

## Palmarés internacional
| Juegos Panafricanos | Juegos Panafricanos          | Juegos Panafricanos | Juegos Panafricanos |
| Año                 | Lugar                        | Medalla             | Categoría           |
| ------------------- | ---------------------------- | ------------------- | ------------------- |
| 1999                | Johannesburgo (Sudáfrica)    | Medalla de bronce   | –60 kg              |
| 2007                | Argel (Argelia)              | Medalla de oro      | –60 kg              |
| Campeonato Africano |                              |                     |                     |
| Año                 | Lugar                        | Medalla             | Categoría           |
| 1997                | Casablanca (Marruecos)       | Medalla de bronce   | –60 kg              |
| 1998                | Dakar (Senegal)              | Medalla de oro      | –60 kg              |
| 2000                | Argel (Argelia)              | Medalla de bronce   | –60 kg              |
| 2001                | Trípoli (Libia)              | Medalla de oro      | –60 kg              |
| 2002                | El Cairo (Egipto)            | Medalla de oro      | –60 kg              |
| 2004                | Túnez (Túnez)                | Medalla de oro      | –60 kg              |
| 2005                | Puerto Elizabeth (Sudáfrica) | Medalla de oro      | –60 kg              |
| 2006                | Puerto Louis (Mauricio)      | Medalla de plata    | –60 kg              |
| 2008                | Agadir (Marruecos)           | Medalla de bronce   | –60 kg              |